# ملیس جو
ملیس جو (انگلیسی: Malese Jow؛ زادهٔ ۱۸ فوریهٔ ۱۹۹۱) یک هنرپیشه، خواننده-ترانه‌سرا، خواننده، و آهنگساز اهل ایالات متحده آمریکا است. وی از سال ۱۹۹۷ میلادی تاکنون مشغول فعالیت بوده‌است.
از فیلم‌ها یا برنامه‌های تلویزیونی که وی در آن نقش داشته است می‌توان به شبکه اجتماعی، نقشه فرار: ایستگاه شیطان , فلش و خاطرات یک خوناشام اشاره کرد.